# Knud Ib Christensen
Knud Ib Christensen (født 13. oktober 1955, død 16. januar 2012) var en dansk botaniker og dendrolog med speciale i nåletræer. Han arbejdede med plantesystematik i den europæiske og mediterrane flora, særligt med vanskelige grupper indenfor Cypres-familien, Pile-familien og Rosen-familien.
Han var lic.scient. og først lektor i botanik ved Den Kongelige Veterinær- og Landbohøjskole og siden lektor og afdelingsleder ved Københavns Universitet, Statens Naturhistoriske Museum, Botanisk Have og Museum.
Autornavnet K.I.Chr. kan bruges for Knud Ib Christensen sammen med et videnskabeligt artsnavn inden for botanikken. (Wikipedia-artikler der bruger autornavnet)

## Udvalgte videnskabelige værker
- knud i. Christensen. 2005. A morphometric study of the geographic variation in Pinus contorta (Pinaceae). Nordic J. of Botany 23: 563-575

- knud i. Christensen, l.v. Orlova. 2006. Typification of specific and infraspecific names in Abies, Larix, Picea and Pinus (Pinaceae). Feddes Repertorium 117(7-8): 519-525

- knud i. Christensen, n. & Janjić. 2006. Taxonomic notes on European taxa of Crataegus (Rosaceae). — Nordic J. of Botany 24(2): 143-147

- knud i. Christensen. 2009. Dansk Træregister. Dansk Dendrologisk Årsskrift 27: 7-27

- knud i. Christensen. 2009. Nåletræer i Danmark og Norden 150 pp. Dansk Dendrologisk Forening og Natur & Ungdom.

- t.a. Dickinson, n. Talent, e.y.y. Lo, knud i. Christensen. 2009. So many hawthorns, or so few. Recent attempts to understand why. Pharmaceutical Biol. 47, Supplement 1: 17-18

- u. Strandby, knud i. Christensen, m. Sørensen. 2009. A morphometric study of the Abies religiosa—hickelii—guatemalensis complex (Pinaceae) in Guatemala and Mexico. Plant Systematic and Evolution 280: 59-76. doi: 10.1007/s00606-009-0164-x

- e.y.y. Lo, s. Stefanović, knud i. Christensen, t.a. Dickinson. 2009. Evidence for genetic association between East Asian and western North American Crataegus L. (Rosaceae) and rapid divergence of the eastern North America lineages based on multiple DNA sequences. Molecular Phylogenetics and Evolution 51: 157-168. doi:10.1016/j.ympev.2009.01.018

- h.v. Hansen, knud i. Christensen. 2009. The common chamomile and the scentless mayweed revisited. Taxon 58(1): 261-264

- knud i. Christensen, j. Zieliński. 2008. Notes on the genus Crataegus (Rosaceae – Pyreae) in Southern Europe, the Crimea and Western Asia. Nordic J. of Botany 26: 344-366. doi: 10.1111/j.1756-1051.2008.00330.x